# フラカストロ (小惑星)
フラカストロ (3625 Fracastoro) は小惑星帯にある小惑星。イタリアの天文学者、ワルテル・フェレーリがラ・シヤ天文台で発見した。
16世紀のイタリアの科学者（医学者、天文学者、地質学者、数学者）である、ジローラモ・フラカストロに因んで名付けられた。